# Arini
Arini es una tribu de aves psitaciformes perteneciente a la familia Psittacidae, cuyos miembros habitan en la región Neotropical. Es una de las dos tribus de la subfamilia Arinae, junto a la tribu Androglossini.

## Géneros
Se reconocen los siguientes:
- - Género Cyanoliseus
  - Género Enicognathus
  - Género Rhynchopsitta
  - Género Pyrrhura
  - Género Anodorhynchus
  - Género Leptosittaca
  - Género Ognorhynchus
  - Género Diopsittaca
  - Género Guarouba
  - Género Conuropsis (extinto)
  - Género Cyanopsitta
  - Género Orthopsittaca
  - Género Ara
  - Género Primolius (3 especies anteriormente en  Propyrrhura)
  - Género Aratinga
  - Género Psittacara
  - Género Pionites
  - Género Pionus
  - Género Nandayus
  - Género Thectocercus
  - Género Eupsittula

## Galería

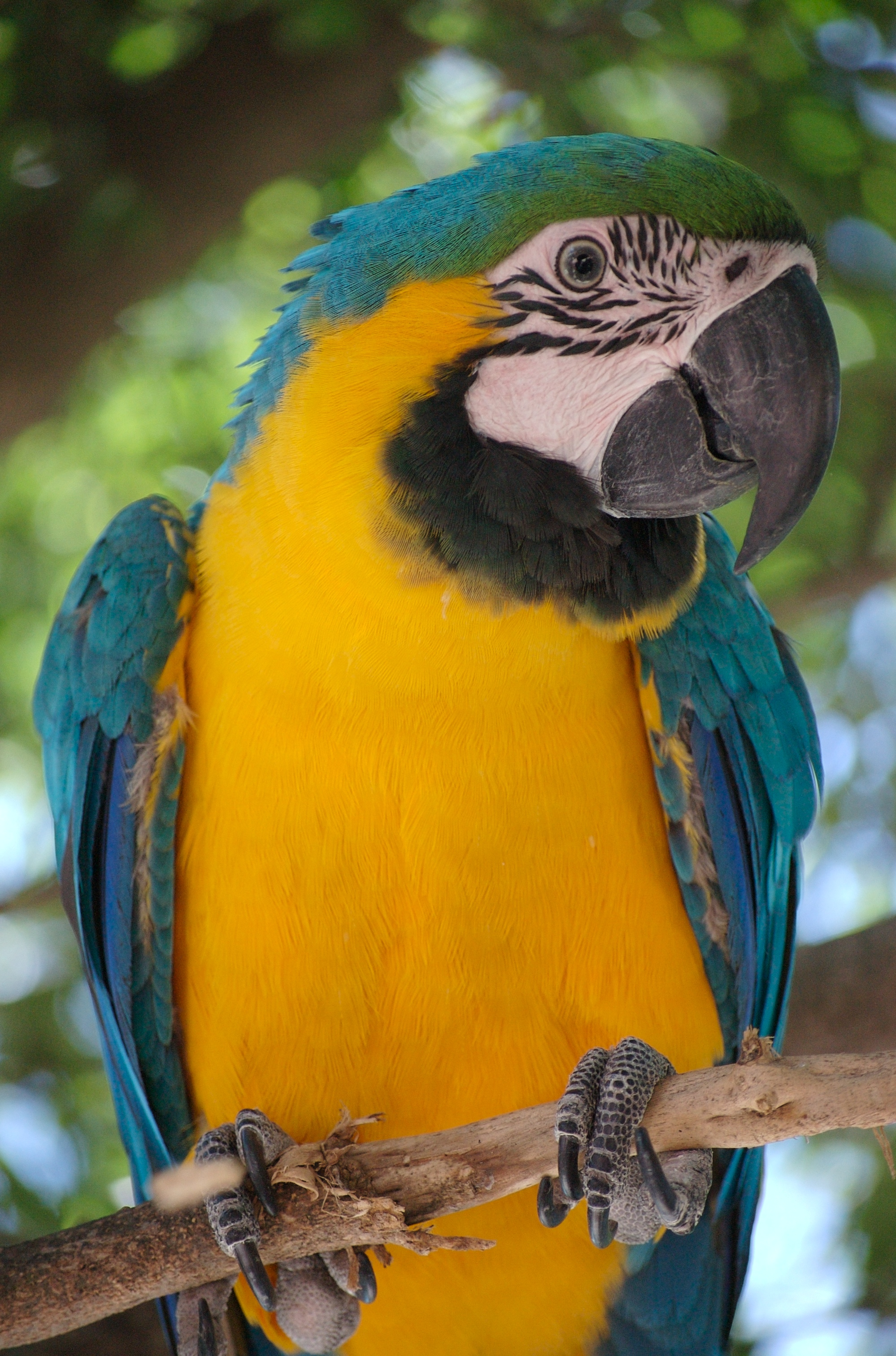
Guacamayo azul y amarillo (Ara ararauna)
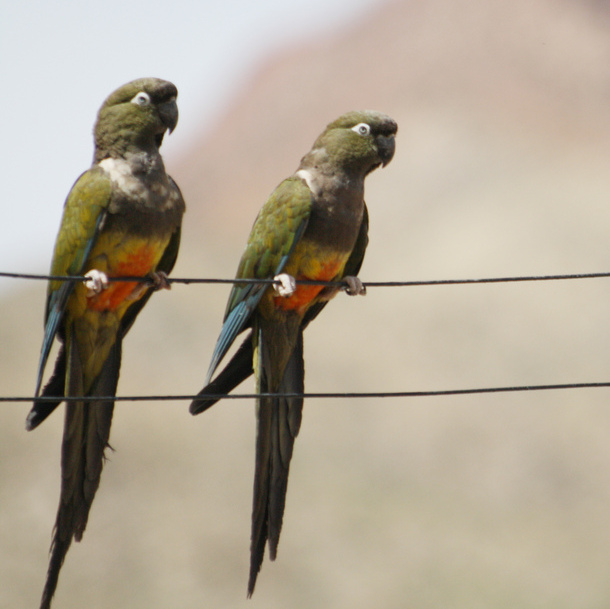
Loro barranquero (Cyanoliseus patagonus)
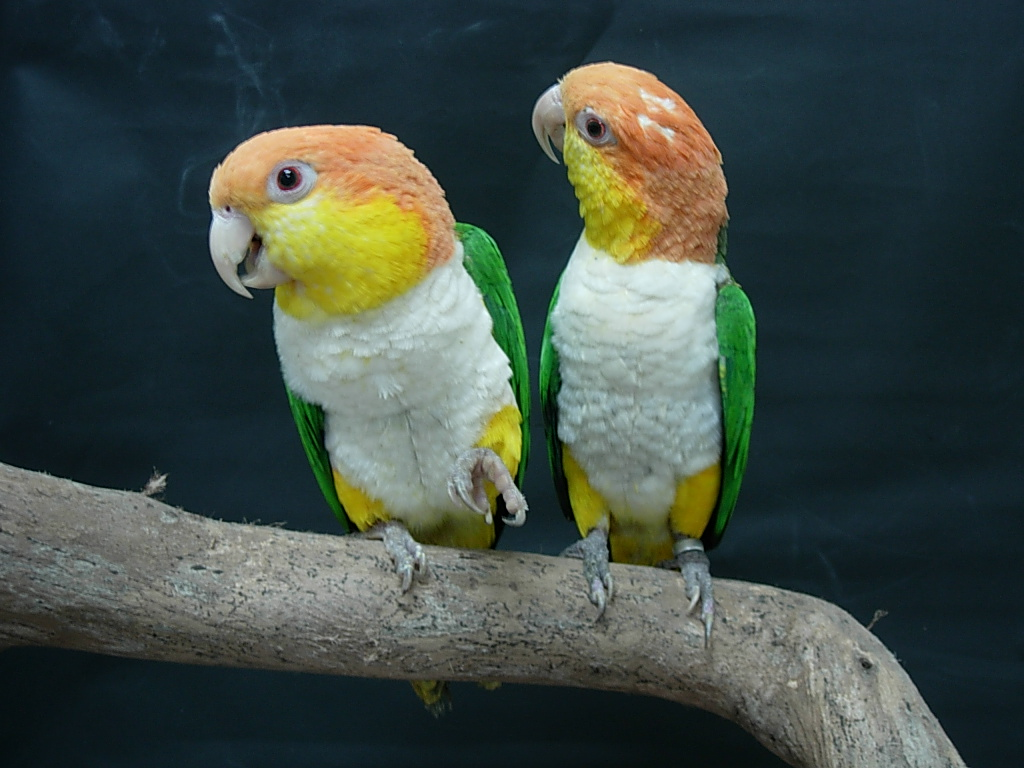
Caique de cabeza naranja (Pionites leucogaster)
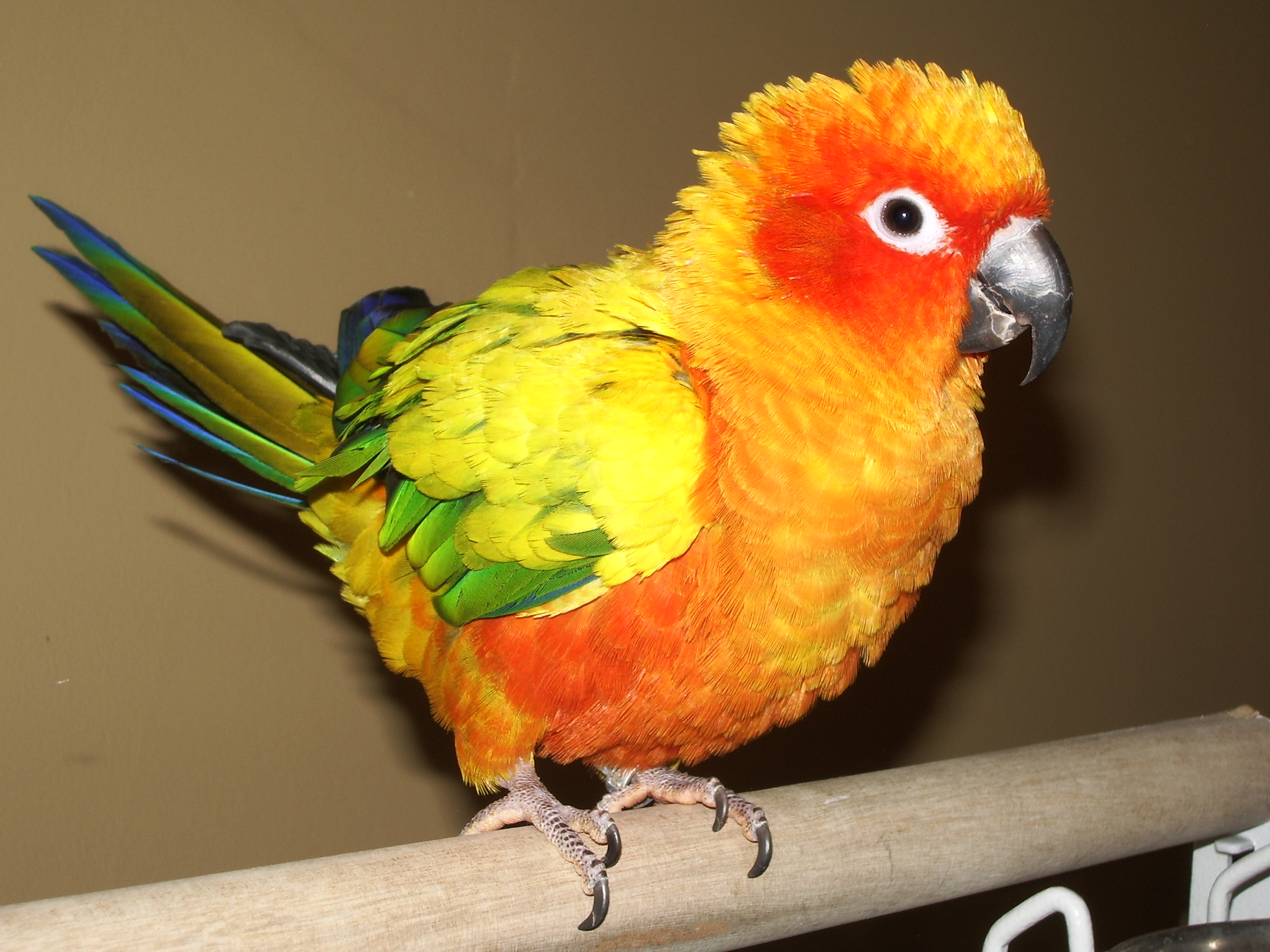
Cotorrita del sol (Aratinga solstitialis)
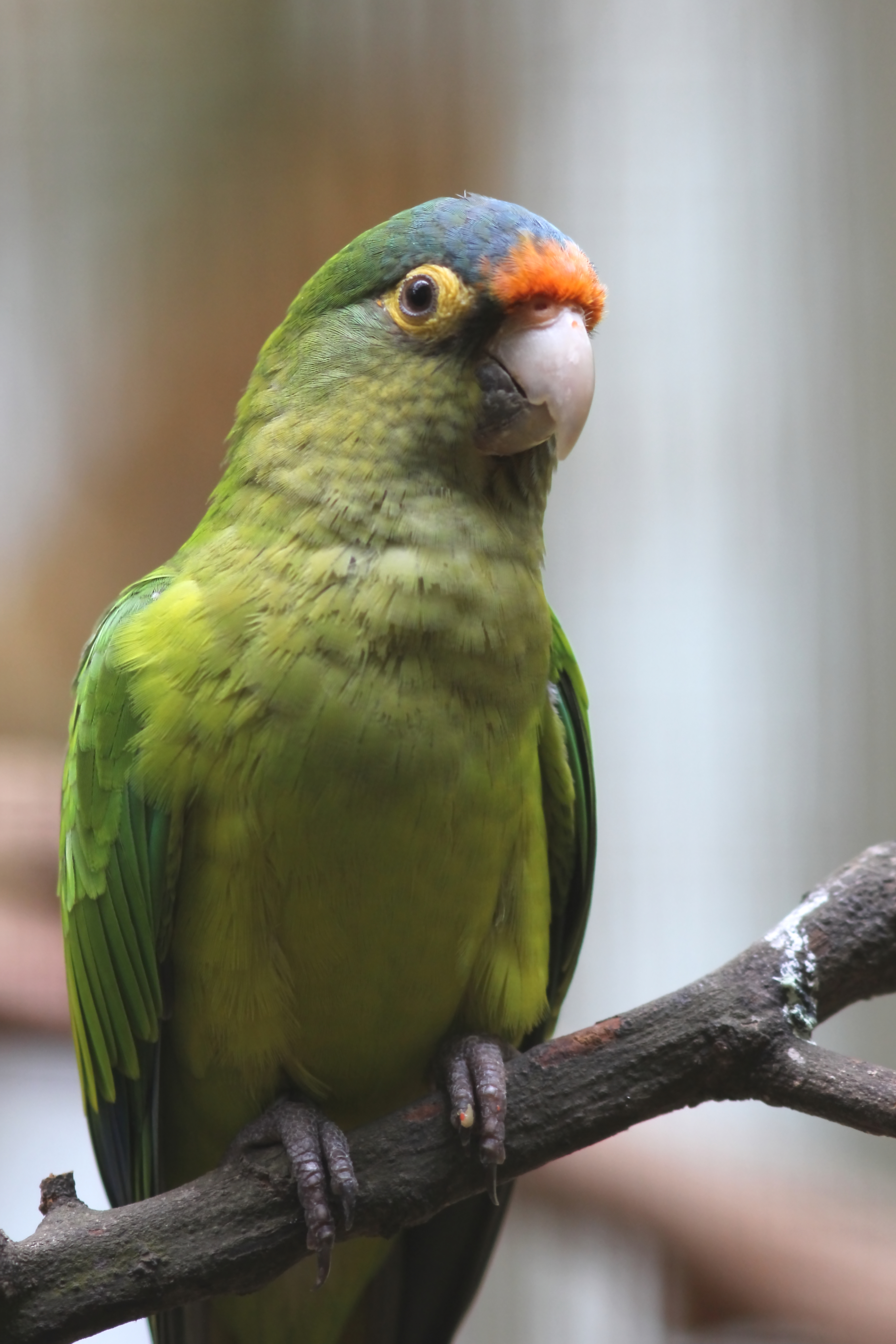
Perico atolero (Eupsittula canicularis)
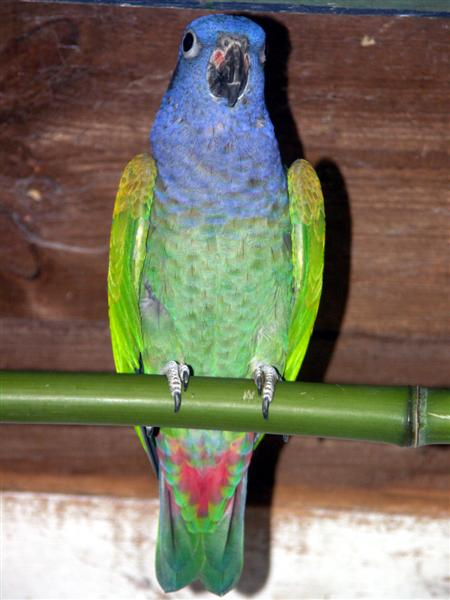
Loro cabeciazul (Pionus menstruus)
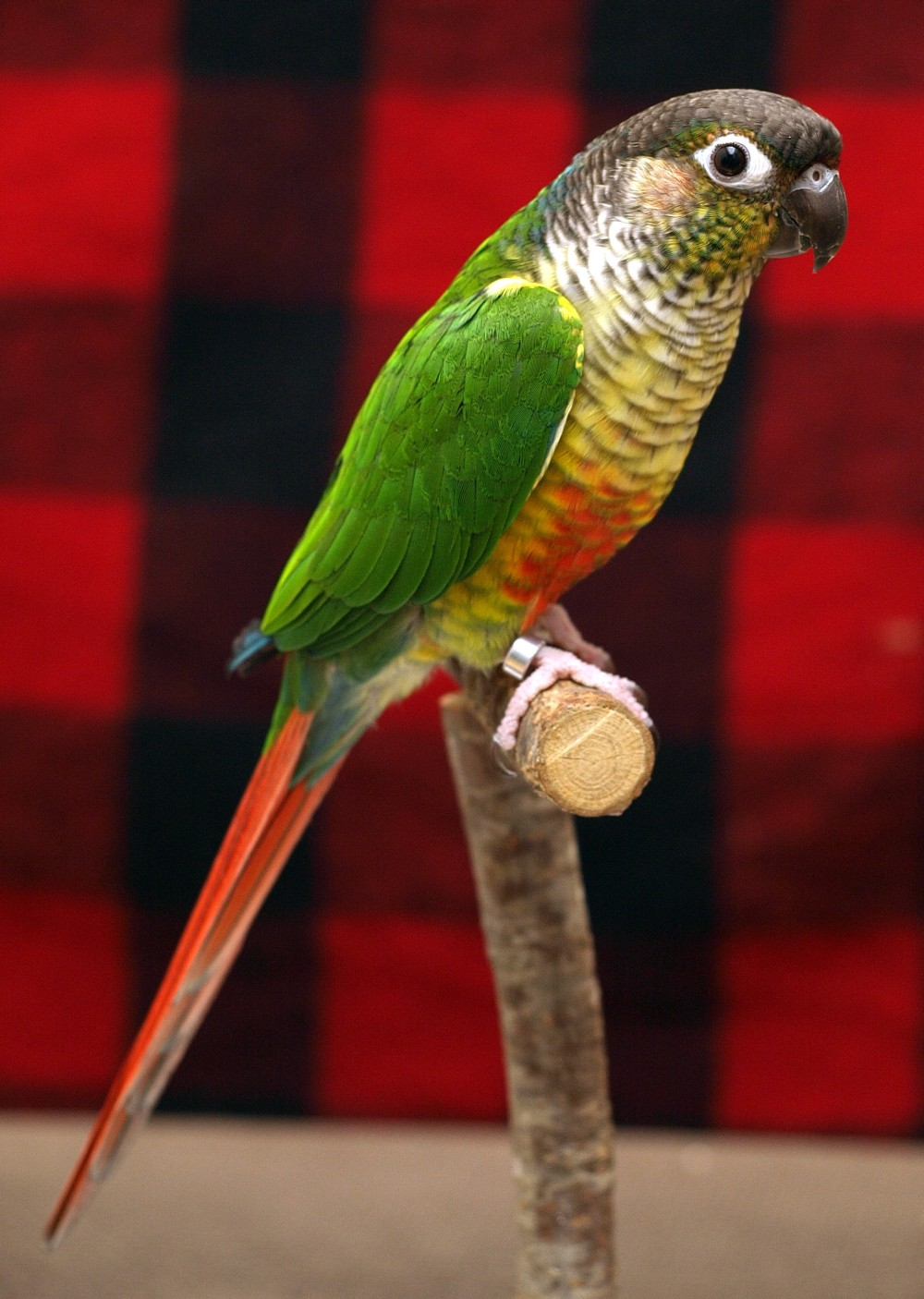
Cotorra de Molina (Pyrrhura molinae)
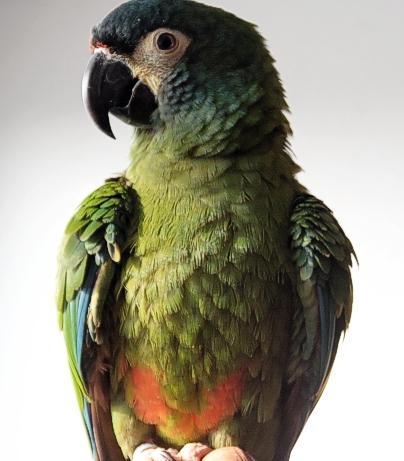
Maracaná de cara afeitada (Primolius maracana)